# Western Australia International 2003
Die Western Australia International 2003 im Badminton fanden vom 4. bis zum 6. Juli 2003 in Perth statt.

## Sieger und Platzierte
| Disziplin    | Gold                                    | Silber                                | Bronze                          |
| ------------ | --------------------------------------- | ------------------------------------- | ------------------------------- |
| Herreneinzel | Ng Wei                                  | Yohan Hadikusumo Wiratama             | Hidetaka Yamada                 |
| Herreneinzel | Ng Wei                                  | Yohan Hadikusumo Wiratama             | Bobby Milroy                    |
| Dameneinzel  | Miho Tanaka                             | Kaori Mori                            | Chie Umezu                      |
| Dameneinzel  | Miho Tanaka                             | Kaori Mori                            | Eriko Hirose                    |
| Herrendoppel | Hendri Kurniawan Saputra Denny Setiawan | Yohan Hadikusumo Wiratama Yau Tsz Yuk | Ashley Brehaut Travis Denney    |
| Herrendoppel | Hendri Kurniawan Saputra Denny Setiawan | Yohan Hadikusumo Wiratama Yau Tsz Yuk | John Gordon Daniel Shirley      |
| Damendoppel  | Seiko Yamada Shizuka Yamamoto           | Rebecca Gordon Sara Runesten-Petersen | Jane Crabtree Kate Wilson-Smith |
| Damendoppel  | Seiko Yamada Shizuka Yamamoto           | Rebecca Gordon Sara Runesten-Petersen | Ai Hirayama Akiko Nakashima     |
| Mixed        | Daniel Shirley Sara Runesten-Petersen   | Norio Imai Chikako Nakayama           | Raj Veeran Renuga Veeran        |
| Mixed        | Daniel Shirley Sara Runesten-Petersen   | Norio Imai Chikako Nakayama           | Travis Denney Kate Wilson-Smith |